# Chapelle San Quilico de Cambia
Pour les articles homonymes, voir San Quilico.
San Quilico (San Quìlicu ou encore San Chirgu en corse) est une chapelle située dans le village de Cambia, département de la Haute-Corse en France.

## Monument historique classé
San Chirgu (en français saint Cyr), est un édifice religieux roman remarquable, classé au titre des monuments historiques depuis le 15 juin 1976, sous le nom officiel de Église San Quilicu.

## Situation
San Quilico se trouvait dans l'ancienne piève de Vallerustie, dans le diocèse d'Aléria. Elle se trouve de nos jours sur la commune de Cambia, à 745 m d'altitude, en contrebas du hameau San Quilico, et à près de 500 m distance orthodromique de la chapelle Santa Maria bâtie à la même époque.

## Description
Caractéristique des principes architecturaux de l'art roman pisan, la chapelle San Quilico de Cambia du XIIIe siècle, a probablement été remaniée vers 1453-1496. C'est un remarquable petit édifice appareillé très soigneusement en dalles de schiste ocre, couverte de teghje en schiste. D'un plan simple, sa nef est orientée sur un axe est-ouest, l'abside à l'est, la façade principale avec son portail à l'ouest. 
La façade principale est un simple rectangle chapeauté d'un triangle isocèle enrichi de deux décrochements latéraux, symétriques, plus bas. Une série d'arcatures sur modillons borde la toiture. Un décor symétrique au-dessus du portail orne et anime la façade. 
Le chevet, soit la façade orientale et son abside, présente la même série d'arcatures sur modillons coiffant l'abside en cul-de-four, ornée d'une fenêtre meurtrière en plein centre.
Son origine est peut-être seigneuriale. Elle bénéficie d'un superbe cadre sur le flanc sud-ouest de la montagne de San Pedrone. Le côté remarquable de cette chapelle réside dans la richesse des décorations, sculptures et fresques pleines de vie, qui l'animent.

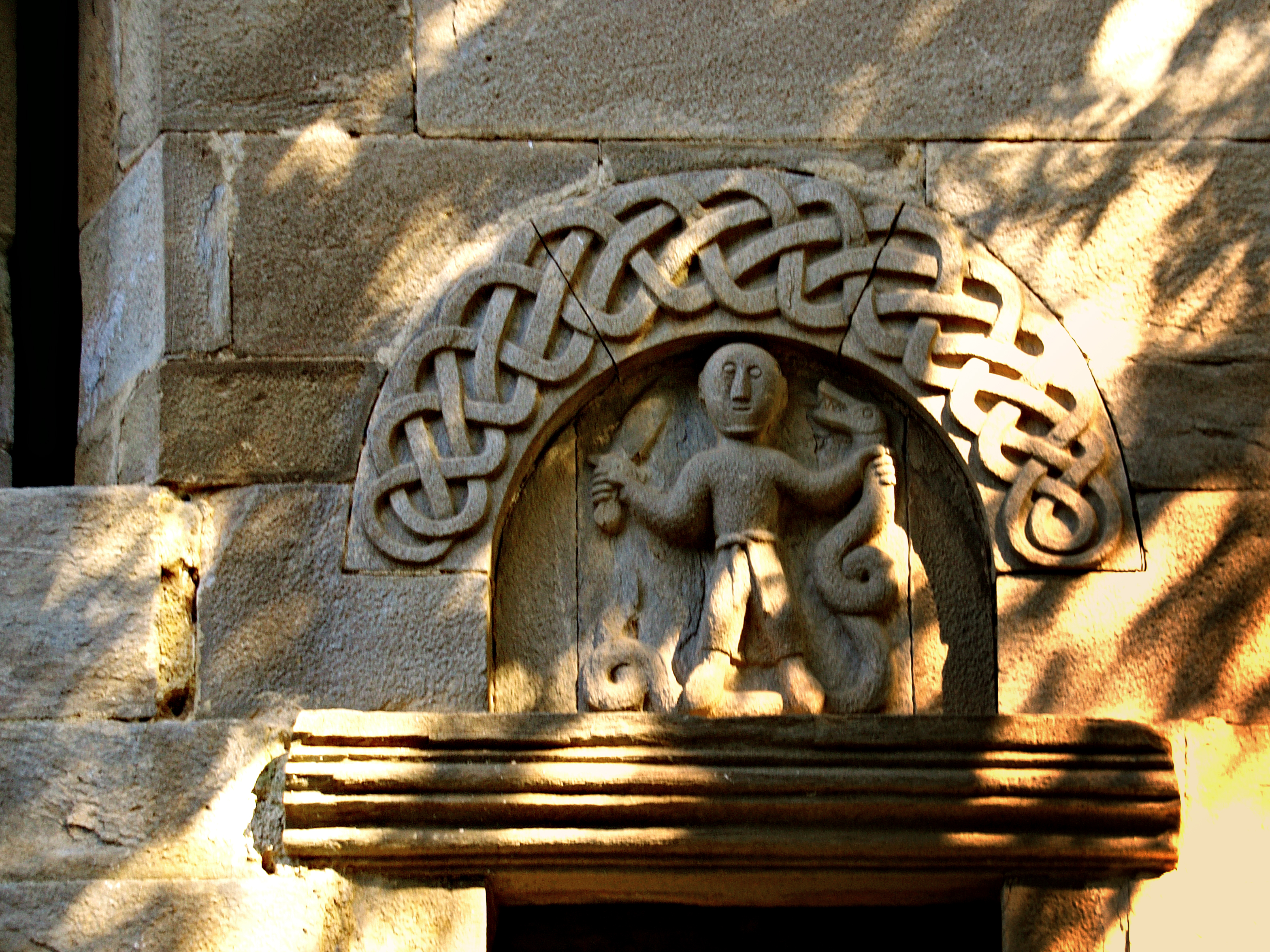
Tympan de la porte latérale sud.

Leur naïveté n'a d'égal que leur originalité. Il faut voir, en bas-reliefs, sur le tympan au-dessus de la porte ouest, la tentation d'Ève, et sur celui au-dessus de la porte latérale sud, un homme terrassant un serpent : le bien triomphant du mal ? L'arc qui protège le tympan, composé de trois claveaux, est décoré d'un remarquable entrelacs. 
À l'intérieur, dans le chœur, des fresques représentant le Christ en croix et le Père Éternel avec au-dessus le soleil, la lune et une colombe. Les quatre Évangélistes et quatre anges les entourent.
L'église Santa Maria de Cambia, toute proche, présente les mêmes caractéristiques mais est totalement dépourvue de décor. 
La tradition orale veut que les deux chapelles romanes San Chilicu et Santa Maria aient été bâties, l'une par le père, l'autre par le fils, quoique les décorations soient différentes. Geneviève Moracchini-Mazel confirme qu'elles « ont certainement été bâties en même temps ».
« Pourquoi a-t-elle été construite alors qu'elle se trouve à côté de la Piève de San Lorenzo et de San Giovanni Battista ? Était-elle une chapelle de col ou appartenait-elle à un seigneur ? Son isolement et sa proximité avec l'église Santa Maria en font une énigme complexe… ». 